# Санкт-Якоб-ін-Гаус
Санкт-Якоб-ін-Гаус (нім. St. Jakob in Haus) — містечко й громада округу Кіцбюель у землі Тіроль, Австрія.
Санкт-Якоб-ін-Гаус лежить на висоті  855 м над рівнем моря і займає площу  9,61 км². Громада налічує 759 мешканців. 
Густота населення 79/км².  
Санкт-Якоб-ін-Гаус найменша громада округу Кіцбюель. Вона лежить в долині Піллезе. 
|                                             |
| Санкт-Якоб-ін-Гаус на мапі округу та землі. |

Адреса управління громади: Dorf 2, 6392 St. Jakob in Haus. 

## Демографія
Історична динаміка населення міста за даними сайту Statistik Austria